# Bariéry na Temži

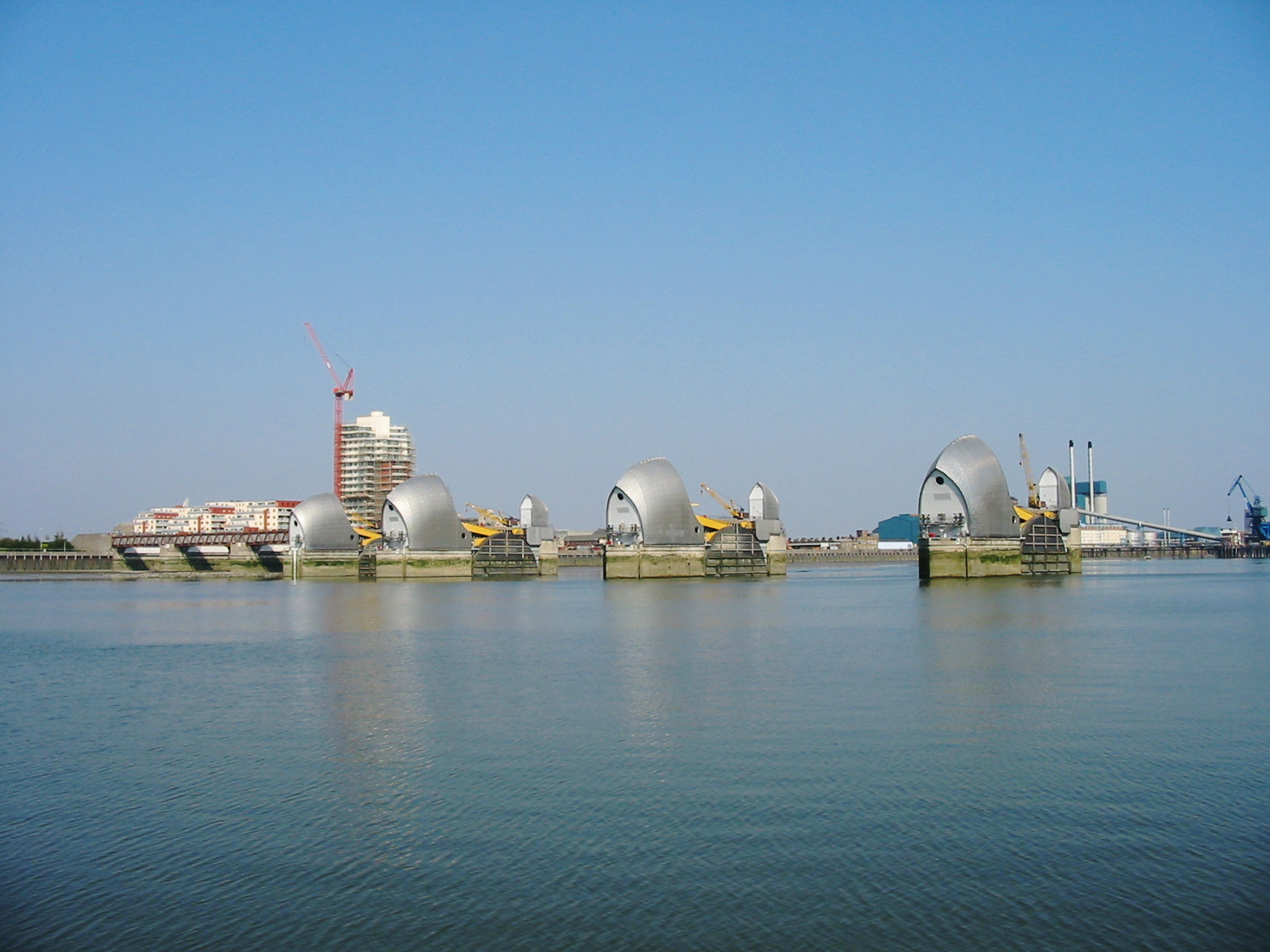
Pohled na bariéry

Bariéry na Temži jsou systémem ochrany Londýna a jeho aglomerace před povodněmi ze Severního moře proti proudu řeky Temže při vysokém přílivu nebo bouřích. O vybudování této ochrany se začalo přemýšlet po velkých záplavách v roce 1953. Zkonstruovány byly v letech 1974–1984. Od té doby byly vícekrát využity, naposledy 5. prosince 2013. Jde o druhý největší protipovodňový systém na světě po bariérách Oosterscheldekering v Nizozemsku.

## Galerie

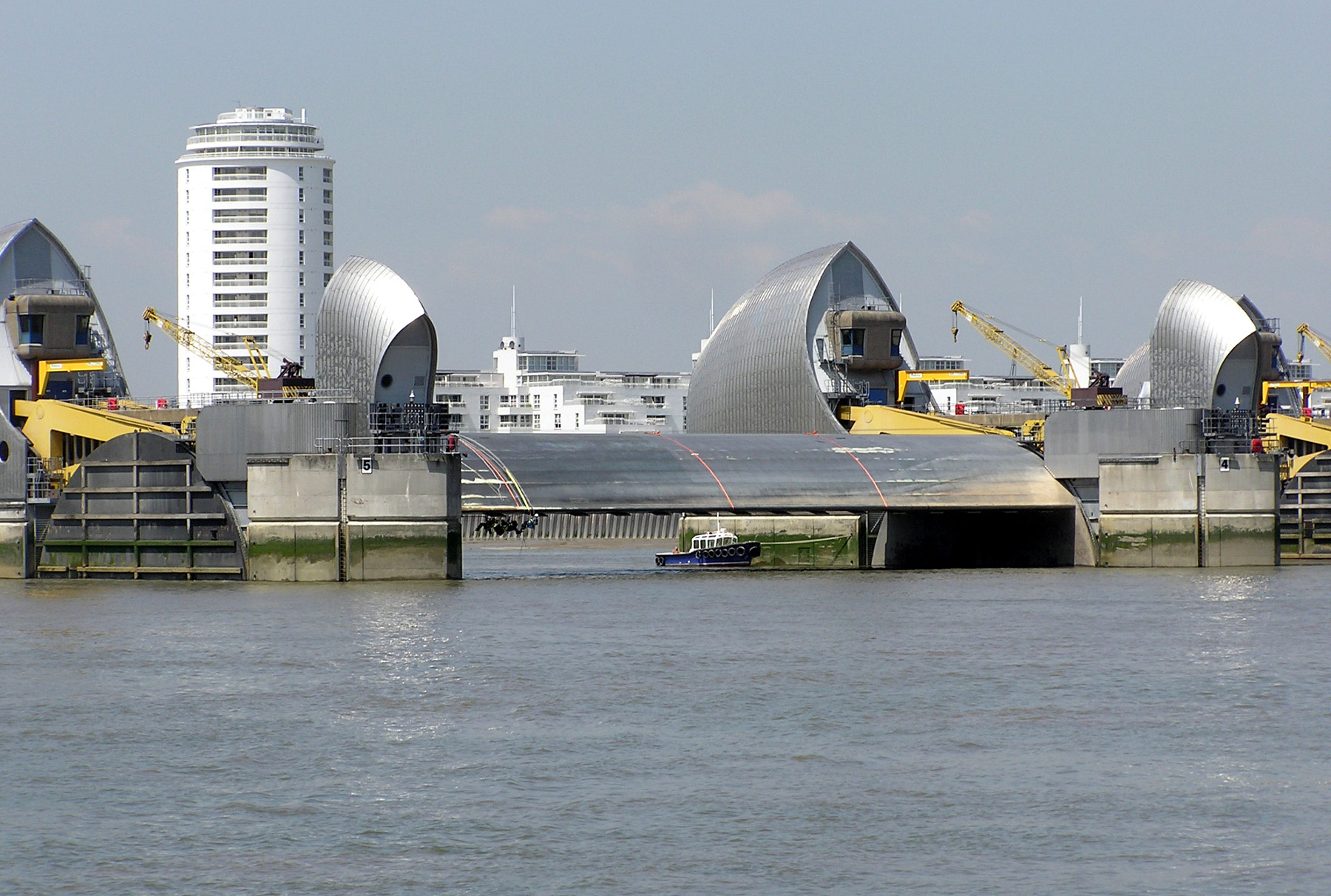
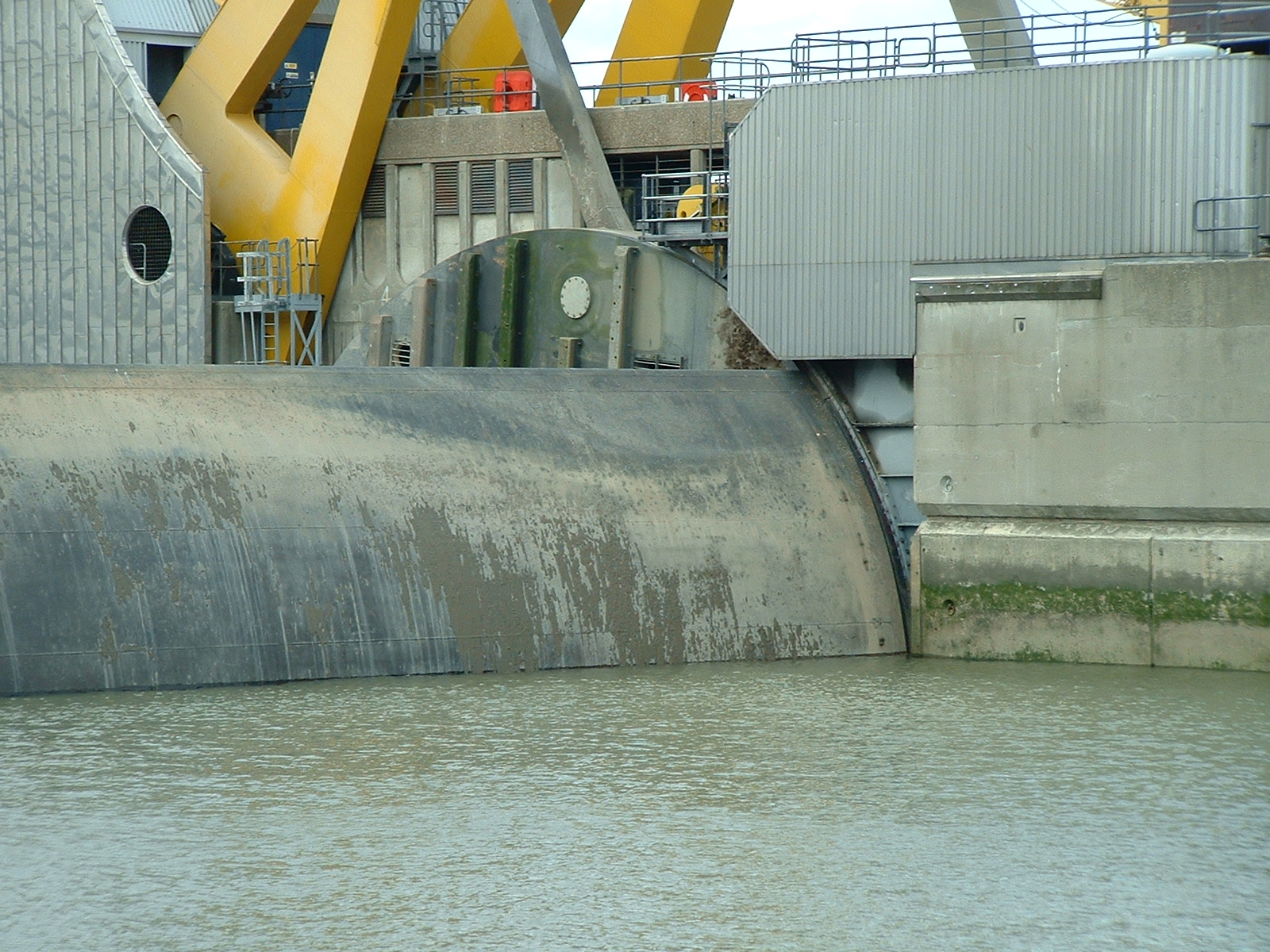
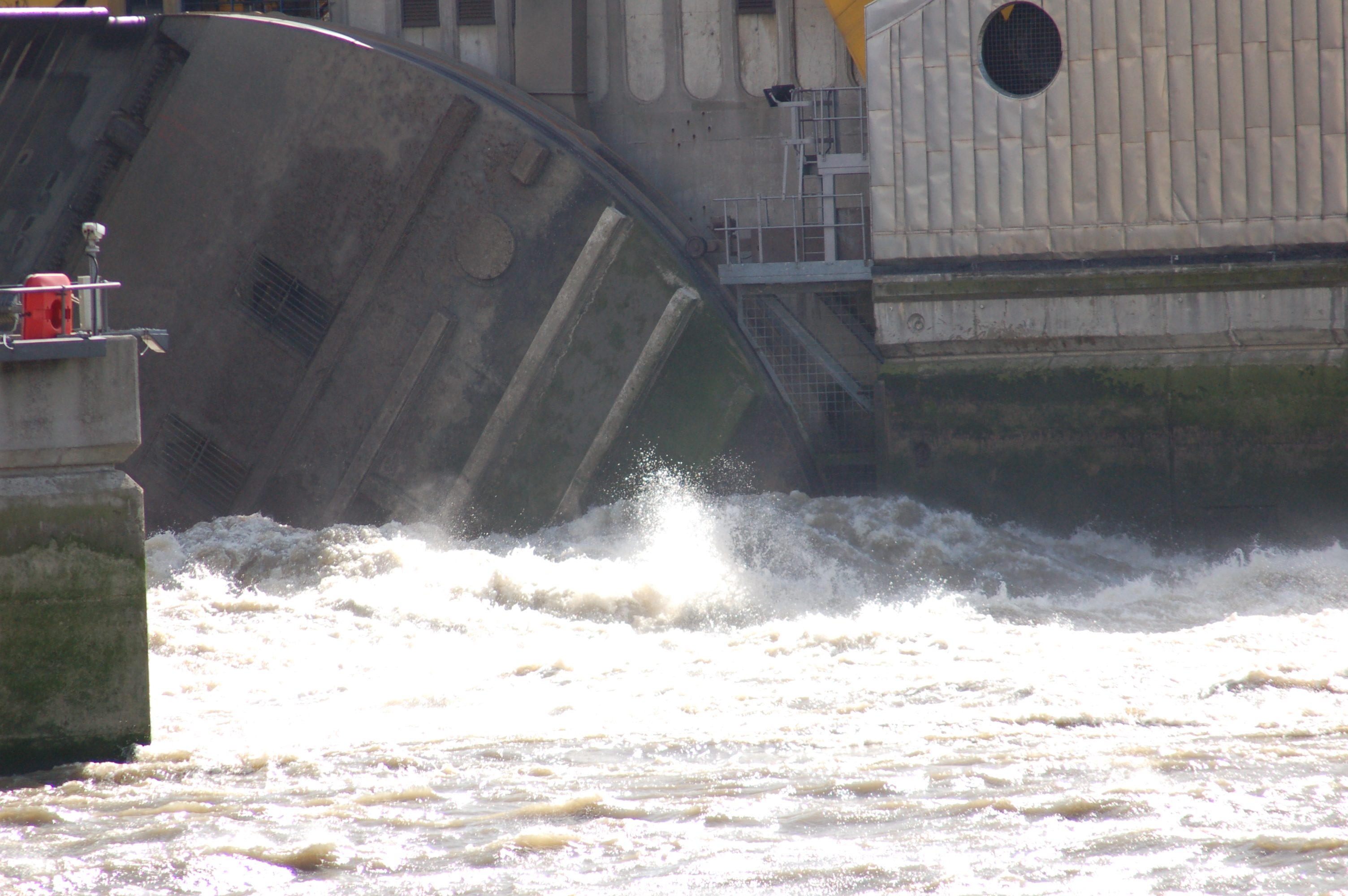
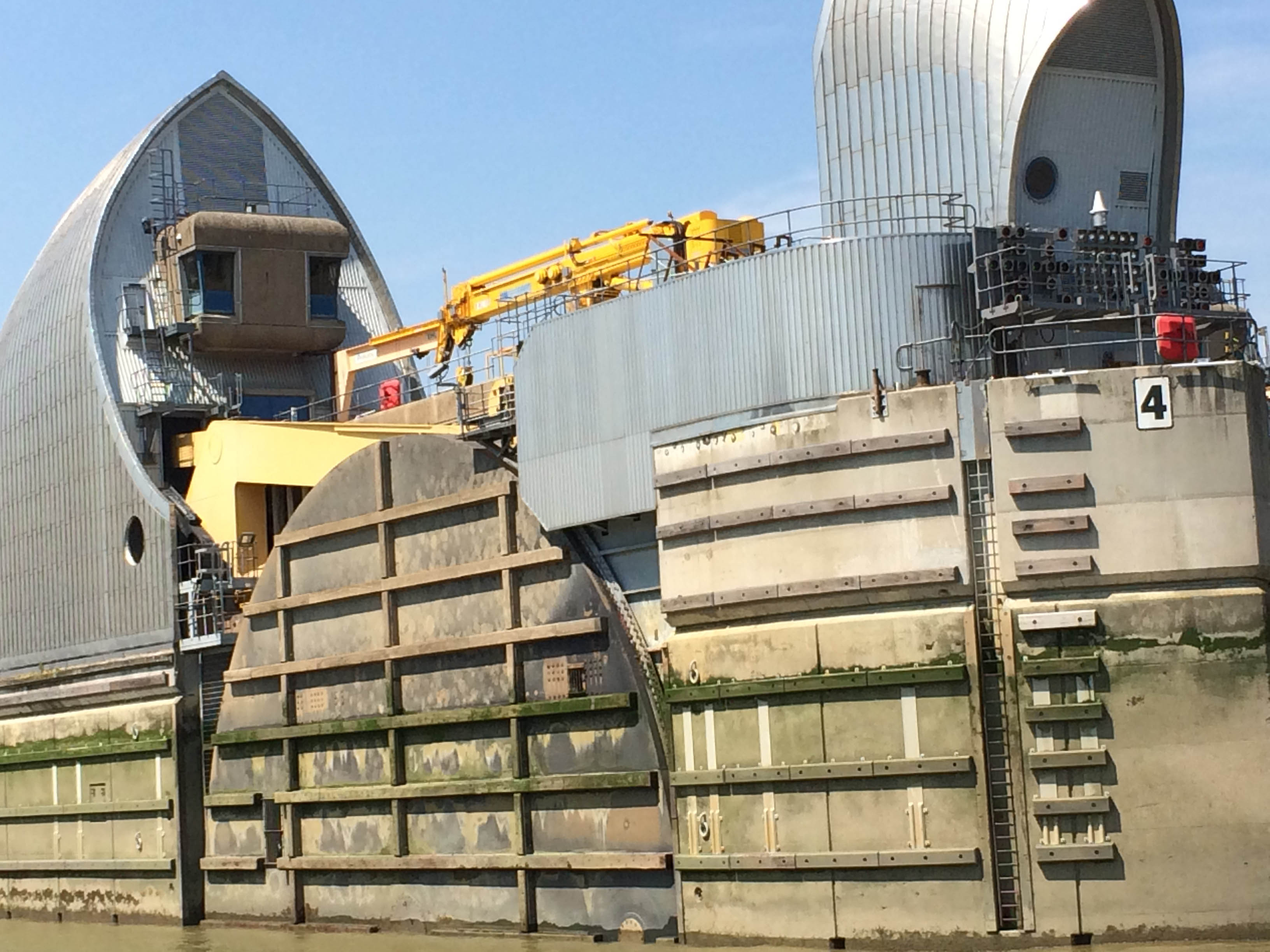
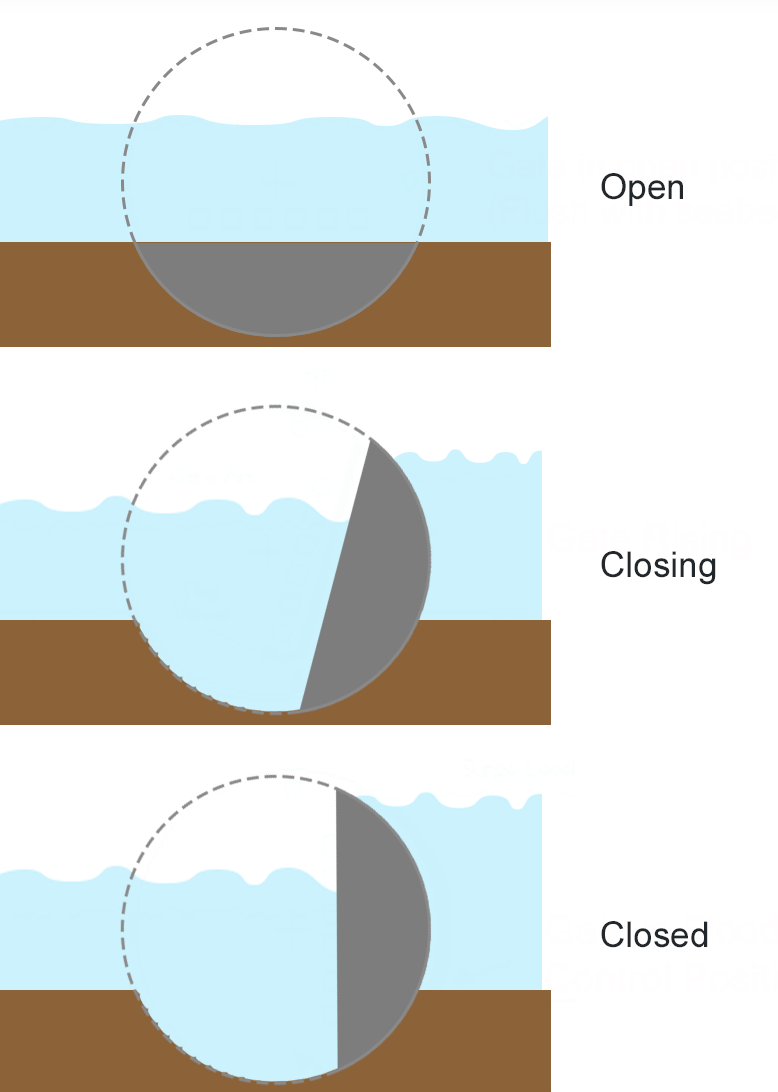